# 卡爾·斯皮爾曼·福雷斯特
卡爾·斯皮爾曼·福雷斯特（英語：Karl Spillman Forester，1940年5月2日—2014年3月29日），是一名美国法官。
1988年，他被里根总统任命为美國肯塔基東區聯邦地區法院法官，从1988年7月27日任命，直至2014年3月29日去世为止。他死于肯塔基州，享年73岁。